# Jeff Fowler
Jeff Fowler (Normal, 27 luglio 1978) è un regista statunitense. È noto soprattutto per aver diretto gli adattamenti live-action di Sonic - Il film (2020) ed i suoi corrispettivi sequel. Il suo cortometraggio Gopher Broke (2004) è stato candidato all'Oscar al miglior cortometraggio d'animazione.

## Carriera
Fowler scelse di intraprendere la carriera di animatore 3D durante il liceo, negli anni '90, quando l'animazione digitale si stava diffondendo nel cinema. Secondo Fowler, il film Toy Story della Pixar lo ha profondamente influenzato. Il regista ha frequentato il Ringling College of Art and Design, specializzandosi in animazione digitale. Dopo la sua laurea al Ringling nel 2002, Fowler venne assunto da Blur Studio, uno studio di animazione 3D e VFX.
Nel 2004 scrisse, diresse e creò gli storyboard del suo cortometraggio Gopher Broke, che venne nominato agli Oscar al miglior cortometraggio d'animazione. Nel 2009 lavorò come animatore per il film Nel paese delle creature selvagge.
Nel 2005 Fowler si occupò delle scene in CGI per il videogioco Shadow the Hedgehog. Divenne, in seguito, regista per Sonic - Il film, uscito il 13 febbraio 2020 e ispirato all'omonima serie di videogiochi. Negli anni successivi ha realizzato altri due film, Sonic 2 - Il film e Sonic 3 - Il film.

## Filmografia
Animatore
- Gopher Broke (2004)
- Nel paese delle creature selvagge (2009)

Regista
- Gopher Broke (2004)
- Sonic - Il film (2020)
- Sonic 2 - Il film (2022)
- Sonic 3 - Il film (2024)